# Hotična
Hotična – wieś w Słowenii, w gminie Hrpelje-Kozina. 1 stycznia 2017 liczyła 67 mieszkańców.